# ایستگاه هوایی نیروی دریایی کفلاویک
ایستگاه هوایی نیروی دریایی کفلاویک (به انگلیسی: Naval Air Station Keflavik) یک ایستگاه نیروی دریایی ایالات متحده در فرودگاه بین‌المللی کفلاویک واقع در شبه جزیره ریکیانس در ایسلند بود. این ایستگاه در ۸ سپتامبر ۲۰۰۶ بسته شد و تأسیسات آن توسط آژانس دفاع ایسلند در اختیار گرفته شد. از اول ژانویه ۲۰۱۱ تاکنون از این محل به‌عنوان پایگاه گارد ساحلی ایسلند استفاده می‌شود.